# Gaspar María de Ogirando
Gaspar María de Ogirando u Ojirando fue un periodista y traductor español de la primera mitad del siglo XIX, fundador, director y principal redactor del diario gaditano El Conciso (1810-1814).

## Biografía
Poco se sabe sobre él. Era de origen vasco, muy probablemente noble (hubo un Gaspar Antonio de Ogirando e Iruegas, caballero de la Orden de Santiago, autor en 1787 de un Libro de curiosidades manuscrito) y fue Alguacil mayor del Consejo de Órdenes en 1795; habría dejado la carrera religiosa por la filosofía tras un viaje a París. Sabía tocar la guitarra. Profundamente liberal, fundó El Conciso en Cádiz en 1810, un periódico fundamental en la época de la Constitución de Cádiz, y lo dirigió hasta 1814, cuando en enero de ese año lo trasladó a Madrid. Tradujo Les marionnettes (1806) de Louis-Benoît Picard, obra que se representó en México en 1826, adonde seguramente había emigrado, si bien ya existía una traducción de Pablo de Jérica (Cádiz, 1807).